# Domenico da Tolmezzo
Domenico da Tolmezzo  ou Mioni (Mion) ou encore Domenico di Candido (Tolmezzo, 1448 - Udine, 1507), est un sculpteur sur bois et peintre italien de la première Renaissance, aussi cartographe et architecte.
Domenico da Tolmezzo est considéré comme le chef de file du groupe de peintres de l'« école de Tolmezzo » actif  dans le Frioul et dans la Carnie dans la seconde moitié du XVe siècle et la première décennie du XVIe siècle dans un contexte où les innovations de la Renaissance provenant de divers centres artistiques vénitiens se mêlent aux influences résiduelles du gothique vénitien, à l'instar des artistes du Tyrol du Sud et de Murano.
Il avait toutefois une personnalité et un style bien différent du peintre Gianfrancesco da Tolmezzo.

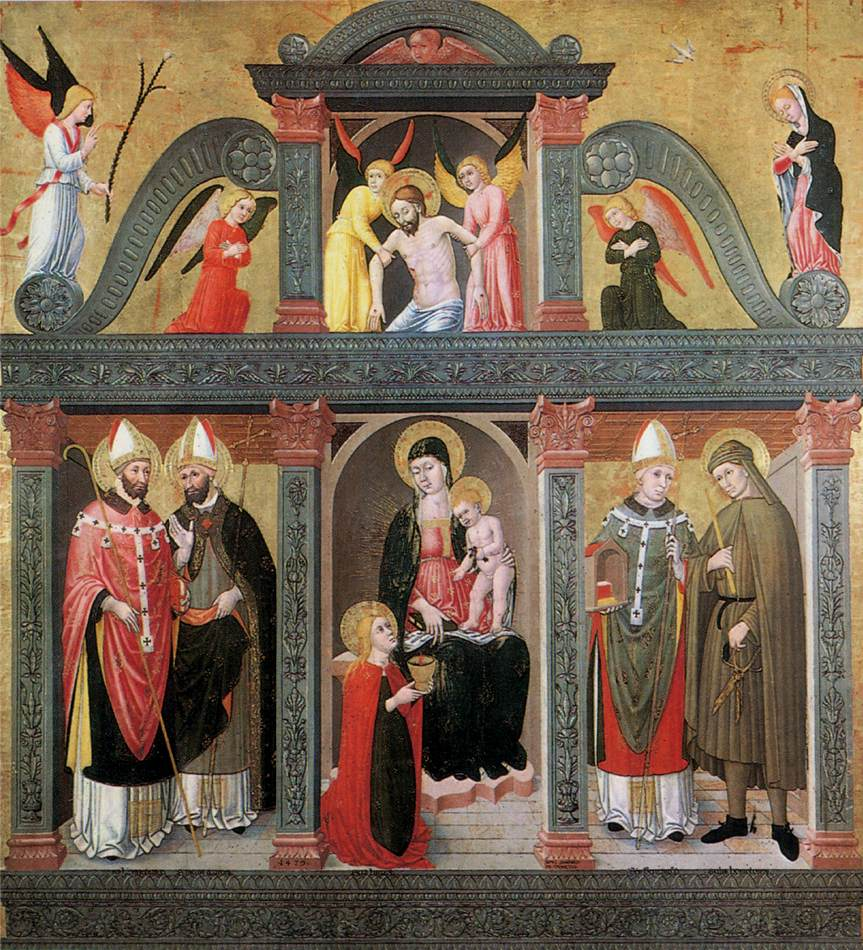
Pala di santa Lucia, Galleria d'Arte Antica, Udine.

## Biographie
Fils du cordonnier et fourreur Candussio Mioni, frère de Martino, également sculpteur sur bois, Domenico da Tolmezzo est initié à la peinture par son père qui l'inscrit à l'école de peinture vers 1462. Il s'installe très jeune à Udine, où il effectue son apprentissage pendant six ans, dans l'atelier du peintre et sculpteur frioulan Giovanni da Francia, dit Francione.
Il épouse Romea Pollame en 1469, avec qui il a six enfants : Franceschina, qui devient l'épouse du peintre vénitien Marco Bello, Susanna, Tommasa, Giovanni, sculpteur et peintre, Caterina et Girolamo. Au cours de sa vie, Domenico da Tolmezzo a des activités publiques et politiques, assumant de nombreux postes dans la ville d'Udine : pendant six ans, de 1496 à 1501, il est membre du conseil communautaire et en 1501, il est député de l'ordre populaire. En 1505 et 1506, il appartient à la confrérie San Cristoforo di Udine.
Son neveu Giovanni Martini, à la mort de son oncle Domenico et de son père Martino, hérite de l'atelier familial.

## Style et caractéristiques

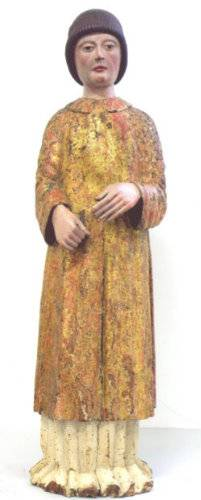
Atelier de Domenico da Tolmezzo, Santo Diacono, Musée diocésain et galeries du Tiepolo, Udine.

Les œuvres les plus significatives de son activité sont les fresques du plafond du chœur de l'abside de l'église Santa Toscana à Vérone, ainsi que le retable et la Crucifixion de la cathédrale d'Udine (1479) de style gothique, aujourd'hui à Santa Maria di Castello. Dans cette dernière œuvre, tout en s'inspirant d'Andrea Mantegna, en particulier du Retable de San Zeno, il met en évidence des liens forts avec Francesco Benaglio et l'école véronaise,.
Le retable représentant la Vierge à l'Enfant et les Saints, datant de 1479, est conservé dans les Musées civiques et les galeries d'histoire et d'art du château d'Udine.
Domenico da Tolmezzo est aussi actif comme sculpteur de groupes et de retables en bois qui reprend la monumentalité et les rythmes des Vivarini. Les exemples les plus significatifs sont : l'ancône de la Pieve San Pietro in Carnia à Zuglio, achevée en 1484, caractérisée par des figures massives ; Saints Leonardo et Matteo, restes de l'autel de Dilignidis (1486) ; l'autel de l'église de San Giovanni de Terzo ; les polyptyques d'Illegio et d' Invillino (1497), aujourd'hui aux Galeries de l'Académie de Venise. Ses sculptures se caractérisent par la conception différente de l'espace dans lequel les statues sont insérées, qui sont placées dans une individualité absorbée, une imperturbabilité, une absence de mouvement, qui exclut toute forme de conversation intime.
Domenico da Tolmezzo est également cartographe ; à ce titre il a dessiné le dessin en perspective du Mont San Simeone en 1481. En tant qu'architecte, il a conçu le clocher de l'église San Cristoforo à Udine en 1497.
Pellegrino da San Daniele est un de ses élèves.

## Principales œuvres
- Crucifix (1475), église Santa Maria della Pieve, Gemona,
- Pala di Santa Lucia (v. 1500), retable, peinture sur bois, Galleria d'Arte Antica, Udine,
- Angelo armato di spada et Re David penitente, peinture sur bois, Musée civique, Udine,
- Polyptyque, (v. 1483), pieve San Pietro, Zuglio,
- Madonna in trono col Bambino tra i ss. Giovanni Battista e Sebastiano (1484), triptyque, collection privée,
- Vierge à l'Enfant, groupe sculpté sur bois, signé et daté 1486, San Gottardo, Dilignidis, frazione de Socchieve,
- Santa Maria Maddalena tra quattro santi (registre inférieur) et Madonna col Bambino tra quattro sante a mezzo busto (registre supérieur), polyptyque (1488), pieve Santa Maria Maddalena, Invillino,
- Madonna col Bambino (1488), église Madonna sul Monte, Zuglio,
- Madonna col Bambino (1489), Cjase de Plêf Antighe, Raccolte d’arte San Adalberto),
- Ss. Trinità (signée et datée 1494), église Ss. Trinità,Coltura di Polcenigo,
- San Floriano e la Madonna col Bambino (1497), polyptyque San Floriano, Illegio,
- Maria col Bambino (registre inférieur) et Cristo morto sorretto da angeli (registre supérieur), polyptyque, église paroissiale, Forni di Sopra,
- San Martino e il povero (1500), église San Martino, Ovaro,
- Madonna col Bambino e santi (1500), polyptyque, église San Michele al Cimitero, Carpeneto.